# Здолбунівська міська рада
Здолбу́нівська міська́ ра́да — орган місцевого самоврядування у Рівненському районі Рівненської області. Адміністративний центр — місто Здолбунів.

## Загальні відомості
- Територія ради: 12,49 км²
- Населення ради: 24 693 особи (станом на 1 січня 2014 року)
- Територією ради протікає річка Устя.

## Населені пункти
Міській раді підпорядковані населені пункти:
- м. Здолбунів

## Склад ради
Рада складається з 36 депутатів та голови.
- Голова ради: Ольшевський Ігор Олександрович
- Секретар ради: Капітула Валентина Василівна

### Керівний склад попередніх скликань
| Прізвище, ім'я, по батькові    | Основні відомості                                               | Дата обрання | Дата звільнення |
| ------------------------------ | --------------------------------------------------------------- | ------------ | --------------- |
| Ольшевський Ігор Олександрович | Міський голова, 1956 року народження, освіта вища, безпартійний | 26.03.2006   | 31.10.2010      |
| Ольшевський Ігор Олександрович | Міський голова, 1956 року народження, освіта вища, безпартійний | 31.10.2010   |                 |

Примітка: таблиця складена за даними сайту Верховної Ради України

### Депутати
За результатами місцевих виборів 2010 року:
- Кількість мандатів: 36
- Кількість мандатів, отриманих за результатами виборів: 35
- Кількість мандатів, що залишаються вакантними: 1

#### За суб'єктами висування
| Суб'єкт висування                                                                    | Кількість обраних депутатів | %    |
| ------------------------------------------------------------------------------------ | --------------------------- | ---- |
| Політична партія Всеукраїнське об'єднання «Батьківщина»                              | 18                          | 51,4 |
| Партія регіонів                                                                      | 4                           | 11,4 |
| Партія «Відродження»                                                                 | 3                           | 8,6  |
| Політична партія Всеукраїнське об'єднання «Свобода»                                  | 3                           | 8,6  |
| Політична партія «Фронт Змін»                                                        | 3                           | 8,6  |
| Політична партія «Наша Україна»                                                      | 1                           | 2,9  |
| Політична партія «Сильна Україна»                                                    | 1                           | 2,9  |
| Політична партія «УДАР (Український Демократичний Альянс за Реформи) Віталія Кличка» | 1                           | 2,9  |
| Соціалістична партія України                                                         | 1                           | 2,9  |

#### За округами
| № округу                                                                             | Прізвище, ім'я, по батькові     | Дата визнання обраним | Освіта  | Партійна приналежність                                                                     | Відомості про обраного депутата                                                   |
| ------------------------------------------------------------------------------------ | ------------------------------- | --------------------- | ------- | ------------------------------------------------------------------------------------------ | --------------------------------------------------------------------------------- |
| Партія «ВІДРОДЖЕННЯ»                                                                 |                                 |                       |         |                                                                                            |                                                                                   |
| б/м                                                                                  | Голік Микола Федосович          | 02.11.2010            | вища    | член Партії «ВІДРОДЖЕННЯ»                                                                  | Рівненська дирекція залізничних перевезень, перший заступник начальника дирекції  |
| б/м                                                                                  | Кіяшко Володимир Григорович     | 02.11.2010            | вища    | член Партії «ВІДРОДЖЕННЯ»                                                                  | Рівненська дирекція залізничних перевезень, начальник пасажирського сектору       |
| 12                                                                                   | Дученко Олександр Іванович      | 02.11.2010            | вища    | член Партії «ВІДРОДЖЕННЯ»                                                                  | Рівненська дирекція залізничних перевезень, інженер-технолог                      |
| Партія регіонів                                                                      |                                 |                       |         |                                                                                            |                                                                                   |
| б/м                                                                                  | Максимчук Володимир Васильович  | 02.11.2010            | вища    | член Партії регіонів                                                                       | приватний підприємець                                                             |
| б/м                                                                                  | Малахов Віктор Якович           | 02.11.2010            | вища    | член Партії регіонів                                                                       | приватний підприємець                                                             |
| б/м                                                                                  | Галій Дмитро Станіславович      | 02.11.2010            | середня | член Партії регіонів                                                                       | Туристичний клуб «Екстрим», керівник                                              |
| 7                                                                                    | Висоцький Олег Юрійович         | 02.11.2010            | вища    | позапартійний                                                                              | Здолбунівський будинок-інтернат для громадян похилого віку та інвалідів, директор |
| Політична партія Всеукраїнське об'єднання «Батьківщина»                              |                                 |                       |         |                                                                                            |                                                                                   |
| б/м                                                                                  | Болотнюк Ольга Олегівна         | 02.11.2010            | вища    | член Всеукраїнського об'єднання «Батьківщина»                                              | ВАТ РБ «Аваль», провідний економіст                                               |
| б/м                                                                                  | Шевчук Віталій Миколайович      | 02.11.2010            | вища    | член Всеукраїнського об'єднання «Батьківщина»                                              | приватний підприємець                                                             |
| б/м                                                                                  | Намчук Олена Миколаївна         | 02.11.2010            | вища    | позапартійна                                                                               | приватний підприємець, Приватне підприємство «Оцінка», головний бухгалтер         |
| б/м                                                                                  | Ковальов Геннадій Андрійович    | 02.11.2010            | середня | член Всеукраїнського об'єднання «Батьківщина»                                              | Ринок «Катеринівський» м. Здолбунів, директор                                     |
| б/м                                                                                  | Безушко Руслана Костянтинівна   | 02.11.2010            | вища    | позапартійна                                                                               | Дошкільний навчальний заклад «Дзвіночок», музичний керівник                       |
| б/м                                                                                  | Смокорівський Андрій Романович  | 02.11.2010            | вища    | член Всеукраїнського об'єднання «Батьківщина»                                              | Рівненський державний гуманітарний університет, викладач                          |
| 1                                                                                    | Голуб Максим Павлович           | 02.11.2010            | вища    | член Всеукраїнського об'єднання «Батьківщина»                                              | приватне підприємство                                                             |
| 3                                                                                    | Гордійчук Володимир Григорович  | 02.11.2010            | вища    | член Всеукраїнського об'єднання «Батьківщина»                                              | Здолбунівська Дитяча юнацька спортивна школа, тренер                              |
| 4                                                                                    | Кадлубіцька Жанна Володимирівна | 02.11.2010            | вища    | член Всеукраїнського об'єднання «Батьківщина»                                              | ДНЗ «Усмішка», завідувачка                                                        |
| 5                                                                                    | Панасюк Людмила Аркадіївна      | 02.11.2010            | вища    | член Всеукраїнського об'єднання «Батьківщина»                                              | загальноосвітня школа № 4, директор                                               |
| 6                                                                                    | Ткачук Володимир Васильович     | 02.11.2010            | вища    | член Всеукраїнського об'єднання «Батьківщина»                                              | ВП ІОЦ ДТГО «Львівська залізниця», інженер інформаційно-обчислювального центру    |
| 9                                                                                    | Броніч Анатолій Йосипович       | 02.11.2010            | вища    | член Всеукраїнського об'єднання «Батьківщина»                                              | ПП «Михайлов», механік                                                            |
| 10                                                                                   | Тимошенко Марія Петрівна        | 02.11.2010            | вища    | член Всеукраїнського об'єднання «Батьківщина»                                              | Комунальне підприємство «Здолбунівкомуненергія», заступник директора              |
| 11                                                                                   | Сац Світлана Віталіївна         | 02.11.2010            | вища    | член Всеукраїнського об'єднання «Батьківщина»                                              | Відкрите акціонерне підприємство «Здолбунівфармація», голова правління            |
| 13                                                                                   | Король Юхим Григорович          | 02.11.2010            | вища    | член Всеукраїнського об'єднання «Батьківщина»                                              | Локомотивне депо, ст. Здолбунів, черговий локомотивного депо                      |
| 15                                                                                   | Капітула Валентина Василівна    | 02.11.2010            | вища    | член Всеукраїнського об'єднання «Батьківщина»                                              | Здолбунівська міська рада, секретар                                               |
| 17                                                                                   | Величко Ірина Миколаївна        | 02.11.2010            | вища    | член Всеукраїнського об'єднання «Батьківщина»                                              | загальноосвітня школа № 7, вихователь групи продовженого дня                      |
| 18                                                                                   | Мельничук Ігор Євгенович        | 02.11.2010            | вища    | член Всеукраїнського об'єднання «Батьківщина»                                              | ТОВ"ХАДО", торговий представник                                                   |
| Політична партія Всеукраїнське об'єднання «Свобода»                                  |                                 |                       |         |                                                                                            |                                                                                   |
| б/м                                                                                  | Загородній Валерій Борисович    | 02.11.2010            | вища    | член Всеукраїнського об'єднання «Свобода»                                                  | ПП Булавіна, водій                                                                |
| б/м                                                                                  | Чернецький Віталій Зіновійович  | 02.11.2010            | вища    | член Всеукраїнського об'єднання «Свобода»                                                  | приватний підприємець                                                             |
| 16                                                                                   | Бородій Володимир Ігорович      | 02.11.2010            | середня | член Всеукраїнського об'єднання «Свобода»                                                  | НУВГП, студент                                                                    |
| Політична партія «Наша Україна»                                                      |                                 |                       |         |                                                                                            |                                                                                   |
| б/м                                                                                  | Пшеничний Ігор Володимирович    | 02.11.2010            | вища    | член Політичної партії «Наша Україна»                                                      | Здолбу-нівська музична школа, викладач                                            |
| Політична партія «Сильна Україна»                                                    |                                 |                       |         |                                                                                            |                                                                                   |
| б/м                                                                                  | Панасюк Борис Георгійович       | 02.11.2010            | вища    | член Політичної партії «Сильна Україна»                                                    | приватний підприємець                                                             |
| Політична партія «УДАР (Український Демократичний Альянс за Реформи) Віталія Кличка» |                                 |                       |         |                                                                                            |                                                                                   |
| б/м                                                                                  | Тищенко Олег Олександрович      | 02.11.2010            | вища    | член Політичної партії «УДАР (Український Демократичний Альянс за Реформи) Віталія Кличка» | Головний редактор газети «Сім днів», газета «Сім днів»                            |
| Політична партія «Фронт Змін»                                                        |                                 |                       |         |                                                                                            |                                                                                   |
| б/м                                                                                  | Шевченко Микола Олександрович   | 02.11.2010            | вища    | член Політичної партії «Фронт Змін»                                                        | Фізкультурно-спортивний клуб «Локомотив», начальник                               |
| б/м                                                                                  | Дедера Ігор В'ячеславович       | 02.11.2010            | вища    | член Політичної партії «Фронт Змін»                                                        | ЗАТ "РК «Євротек», начальник технічного відділу                                   |
| 8                                                                                    | Висоцький Юрій Олегович         | 02.11.2010            | вища    | член Політичної партії «Фронт Змін»                                                        | Здолбунівська районна поліклініка, лікар терапевт                                 |
| Соціалістична партія України                                                         |                                 |                       |         |                                                                                            |                                                                                   |
| 14                                                                                   | Андрощук Михайло Євгенович      | 02.11.2010            | вища    | член Соціалістичної партії України                                                         | ДП «Вектор», директор                                                             |